# José de Sousa Teixeira
José de Sousa Teixeira, mais conhecido como José Teixeira (Teresina, 5 de novembro de 1940) é um advogado e político brasileiro. Ele foi deputado federal (1987–1991) e suplente de senador (1995–2003) de Edison Lobão, até ser substituído por Lobão Filho na legislatura 2003-2011.

## Carreira política
Começou a carreira política ao ser eleito deputado federal constituinte pelo PFL em 1986.
Em 1994, foi eleito suplente de senador na chapa encabeçada por Edison Lobão.
Em 2002, optou por não ser mais candidato a suplente de senador, sendo substituido pelo ex-secretário de Infraestrutura Lobão Filho.
Em 2003, deixou a carreira política e optou por atuar como advogado.